# Nyctiophylax apicatus
Nyctiophylax apicatus là một loài Trichoptera trong họ Polycentropodidae. Chúng phân bố ở miền Australasia.